# Africa Movie Academy Award du meilleur acteur dans un second rôle
L'Africa Movie Academy Award du meilleur acteur dans un second rôle est un mérite annuel décerné par l'Africa Film Academy pour reconnaître et récompenser les acteurs de second rôle dans un film.
| Meilleur acteur (second rôle ) | Meilleur acteur (second rôle ) | Meilleur acteur (second rôle )   | Meilleur acteur (second rôle ) |
| Année                          | Acteurs                        | Film                             | Resultat                       |
| ------------------------------ | ------------------------------ | -------------------------------- | ------------------------------ |
| 2005                           | Sam Dede (en)                  | The Mayors (en)                  | Lauréat                        |
| 2006                           | Justus Esiri                   | Rising Moon                      | Lauréat                        |
| 2006                           | Desmond Elliot                 | Behind Closed Door               | Nomination                     |
| 2006                           | Emeka Enyiocha                 | Family Battle                    | Nomination                     |
| 2006                           | Arnold Chirisa                 | Tanyaradzwa                      | Nomination                     |
| 2006                           | Kofi Adjorlolo                 | My Mother’s Heart                | Nomination                     |
| 2006                           | Henry Legema                   | Anini                            | Nomination                     |
| 2007                           | Bruno Iwuoha (en)              | Sins of the Flesh                | Lauréat                        |
| 2007                           | Obi Okoli                      | Explosion                        | Nomination                     |
| 2007                           | Yinka Quadri                   | Abeni                            | Nomination                     |
| 2007                           | Fred Amata                     | The Amazing Grace                | Nomination                     |
| 2008                           | Emeka Ossai (en)               | Check Point                      | Lauréat                        |
| 2008                           | Jibril Hoomsuk                 | White Waters                     | Nomination                     |
| 2008                           | Fritz Bafour                   | Return Of Beyonce                | Nomination                     |
| 2008                           | Chiwetalu Agu                  | Across the Niger                 | Nomination                     |
| 2008                           | Ofia Afuluagu Mbaka            | New Jerusalem                    | Nomination                     |
| 2009                           | Joel Okuyo Atiku (en)          | Battle of the Soul               | Lauréat                        |
| 2009                           | Femi Adebayo                   | Apaadi                           | Nomination                     |
| 2009                           | Abubakar Mvenda & Ken Ambani   | From a Whisper                   | Nomination                     |
| 2009                           | Neil Mc Carthy                 | Gugu and Andile                  | Nomination                     |
| 2009                           | Yemi Blaq                      | Grey Focus                       | Nomination                     |
| 2010                           | Adjetey Anang (en)             | The Perfect Picture              | Lauréat                        |
| 2010                           | Godwin Kotey                   | I Sing of a Well                 | Nomination                     |
| 2010                           | Francis Duru                   | Nnenda                           | Nomination                     |
| 2010                           | Yemi Blaq                      | High Blood Pressure              | Nomination                     |
| 2011                           | Hoji Fortuna                   | Viva Riva!                       | Lauréat                        |
| 2011                           | Osita Iheme                    | Mirror Boy                       | Nomination                     |
| 2011                           | Mpilo Vusi Kunene              | A Small Town Called Descent      | Nomination                     |
| 2011                           | John Dumelo                    | A Private Storm                  | Nomination                     |
| 2011                           | Desmond Dube                   | Hopeville                        | Nomination                     |
| 2012                           | Fana Mokoena (en)              | Man On Ground                    | Lauréat                        |
| 2012                           | Rapulana Seiphemo              | How to Steal 2 Million           | Nomination                     |
| 2012                           | Hafiz Oyetoro                  | Phone Swap                       | Nomination                     |
| 2012                           | Okey Uzoeshi                   | Two Brides And A Baby            | Nomination                     |
| 2012                           | Godfrey Theobejane             | 48                               | Nomination                     |
| 2012                           | Lwanda Jawar                   | Rugged Priest                    | Nomination                     |
| 2013                           | Gabriel Afolayan (en)          | Hoodrush                         | Lauréat                        |
| 2013                           | Ali Nuhu                       | Blood And Henna                  | Nomination                     |
| 2013                           | Olwenya Maina                  | Nairobi Half Life                | Nomination                     |
| 2013                           | Alfred Atungu                  | The Twin Sword                   | Nomination                     |
| 2013                           | Ikponmwosa Gold                | Confusion Na Wa                  | Nomination                     |
| 2014                           | Thapelo Mofekeng               | Felix                            | Lauréat                        |
| 2014                           | Desmond Elliot                 | Finding Mercy                    | Nomination                     |
| 2014                           | Yomi Fash-Lanso                | Omo Elemosho                     | Nomination                     |
| 2014                           | Aniekan Iyoho                  | Potomanto                        | Nomination                     |
| 2014                           | Tshamano Sebe                  | Of Good Report                   | Nomination                     |
| 2015                           | Samson Tadese                  | Triangle Going to America        | Lauréat                        |
| 2015                           | Israel Makoe (en)              | iNumber Number (en)              | Nomination                     |
| 2015                           | Paul Obazele                   | Iyore                            | Nomination                     |
| 2015                           | Chumani Pan                    | Silver Rain                      | Nomination                     |
| 2015                           | OC Ukeje                       | Love or Something Like That      | Nomination                     |
| 2016                           | Abidine Dioari                 | Eye of the Storm                 | Lauréat                        |
| 2016                           | Joseph Otsiman                 | The Cursed Ones                  | Nomination                     |
| 2016                           | Uti Nwachukwu                  | Breathless                       | Nomination                     |
| 2016                           | Adeolu Adekola                 | Taxi Driver: Oko Ashewo          | Nomination                     |
| 2016                           | Kenneth Nkosi                  | Ayanda                           | Nomination                     |
| 2016                           | Thomas Gumede                  | Tell Me Sweet Something          | Nomination                     |
| 2017                           | Papi Mpaka                     | Félicité                         | Lauréat                        |
| 2017                           | Adonijah Owiriwa               | 76                               | Nomination                     |
| 2017                           | Warren Matsimola               | Vaya                             | Nomination                     |
| 2017                           | Olu Jacobs                     | Oloibiri                         | Nomination                     |
| 2017                           | Richard Seruwazi               | While We Live                    | Nomination                     |
| 2017                           | Majid Michel                   | Slow Country                     | Nomination                     |
| 2018                           | Gideon Okeke                   | Cross Roads                      | Lauréat                        |
| 2018                           | Seun Ajayi                     | Ojukokoro                        | Nomination                     |
| 2018                           | Lionel Newton                  | Pop Lock ‘N’ Roll                | Nomination                     |
| 2018                           | Akah Nnani                     | Banana Island Ghost              | Nomination                     |
| 2018                           | Richard Lukunku                | Lucky Specials                   | Nomination                     |
| 2019                           | Jarrid Geduld                  | Ellen: The Ellen Pakkies Story   | Lauréat                        |
| 2019                           | Reminisce                      | King of Boys                     | Nomination                     |
| 2019                           | Zolisa Xaluva                  | Sew the Winter to My Skin        | Nomination                     |
| 2019                           | Akah Nnani                     | Banana Island Ghost              | Nomination                     |
| 2019                           | Kanayo O. Kanayo               | Up North                         | Nomination                     |
| 2019                           | Kobina Amissah-Sam             | The Burial of Kojo               | Nomination                     |
| 2019                           | Bucci Franklin                 | Knockout Blessing                | Nomination                     |
| 2020                           | Ramsey Nouah                   | Living in Bondage: Breaking Free | Lauréat                        |
| 2020                           | Arabrun Nyyeneque              | 40 Sticks                        | Nomination                     |
| 2020                           | Adjatey Annang                 | Gold Coast Lounge                | Nomination                     |
| 2020                           | Narcissus Afeli                | Desrances                        | Nomination                     |
| 2020                           | Cosson Chinepoh                | The Fisherman's Diary            | Nomination                     |